# همپدن سیدنی (ویرجینیا)
همپدن سیدنی (به انگلیسی: Hampden Sydney) یک منطقهٔ مسکونی در ایالات متحده آمریکا است، که در شهرستان پرینس ادوارد، ویرجینیا واقع شده‌است. همپدن سیدنی ۱۰٫۰۸۷۸۷۷ کیلومتر مربع مساحت و ۱٬۴۵۰ نفر جمعیت دارد و ۱۶۴ متر بالاتر از سطح دریا واقع شده‌است.